# Velella
Velella es un género de hidrozoos de la familia Porpitidae.

## Características
También conocida como vela de mar o vela púrpura (Velella velella), es un pequeño hidrozoo de color azul profundo con una particularidad: posee una vela que atrapa el viento y le da propulsión sobre la superficie del mar. Por debajo de su estructura, tiene tentáculos que utiliza para atrapar plancton.
Estos cnidarios pertenecen a un filo que agrupa alrededor de 10.000 especies de animales relativamente simples, que viven exclusivamente en ambientes acuáticos (mayoritariamente marinos). El nombre del filo alude a una característica diagnóstica propia de estos animales, la presencia de unas células urticantes llamadas cnidocitos, presentes en los tentáculos de todos los miembros del filo.
Las Velellas se alimentan del zooplancton (organismos suspendidos en el agua, incapaces de moverse en contra de la corriente). Las toxinas existentes en sus cnidocitos son inofensivas para los seres humanos debido a que sus nematocistos no pueden atravesar la piel. Sin embargo, podrían causar algunos problemas si entran en contacto con los ojos o alguna herida.
Al no tener medios de locomoción, están a merced de los vientos para moverse por los mares, y por ello están también sujetos a varamientos masivos en playas de todo el mundo. Casi todos los años, en primavera, hay un varamiento masivo que se produce a lo largo de la costa oeste de América del Norte, desde Columbia Británica hasta California. Habitan en mares templados y tropicales, miden de 8 a 10 centímetros y su vela tiene un formato triangular.

## Especies
El género Velella tiene dos especies: 
- Velella lata Chamisso & Eysenhardt, 1821
- Velella velella Linnaeus, 1758 (sin. Velella mutica Lamarck, 1808 & Velella spirans Petersen, 1979)